# Berlin Thunder
Los Berlin Thunder (Trueno de Berlín) fueron un equipo profesional de fútbol americano de la asociación NFL Europa, con sede en la ciudad de Berlín. Se fundó en 1999 y fue uno de los seis equipos que quedaron tras la disolución de los demás equipos europeos, quedando solos los alemanes y el holandés. Finalmente se disolvió en 2007.
Muchos de los jugadores eran jóvenes jugadores profesionales de Estados Unidos cuyos equipos deseaban que tuvieran un entrenamiento adicional y una mayor experiencia de juego, sumados a otros de otros orígenes: la plantilla de 2006 incluía jugadores de Alemania, Finlandia, Inglaterra, México y Japón. El equipo jugaba en el Estadio Olímpico de Berlín.
Los Thunder ganaron la World Bowl tres veces: en 2001, 2002 y 2004.